# キャサリン・ロビン
キャサリン・ロビン（Catherine Robbin, 1950年9月28日 - ）は、カナダ出身のメゾソプラノ歌手。
トロントの生まれ。トロント王立音楽院でドロシー・アラン・パーク、バンクーバーでジェイコブ・ハムとフィリス・メイリング、ロンドンでオードリー・ラングフォードの各氏に声楽を師事し、リー・コスターやダイアナ・フォルラノ等の個人レッスンも受けた。1972年にナイアガラ交響楽団によるゲオルク・フリードリヒ・ヘンデルの《メサイア》の演奏会でプロフェッショナルの歌手としてデビューを飾った。1978年にパリ国際歌唱コンクールでカプレ賞を獲得し、同年のジュネーヴ国際音楽コンクールでも上位入賞を果たした。1979年にベンソン＝ヘッジス国際声楽コンクールで第一位を獲得している。2003年に歌手活動を引退し、ヨーク大学で後進の指導に当たる。